# 花崎駅

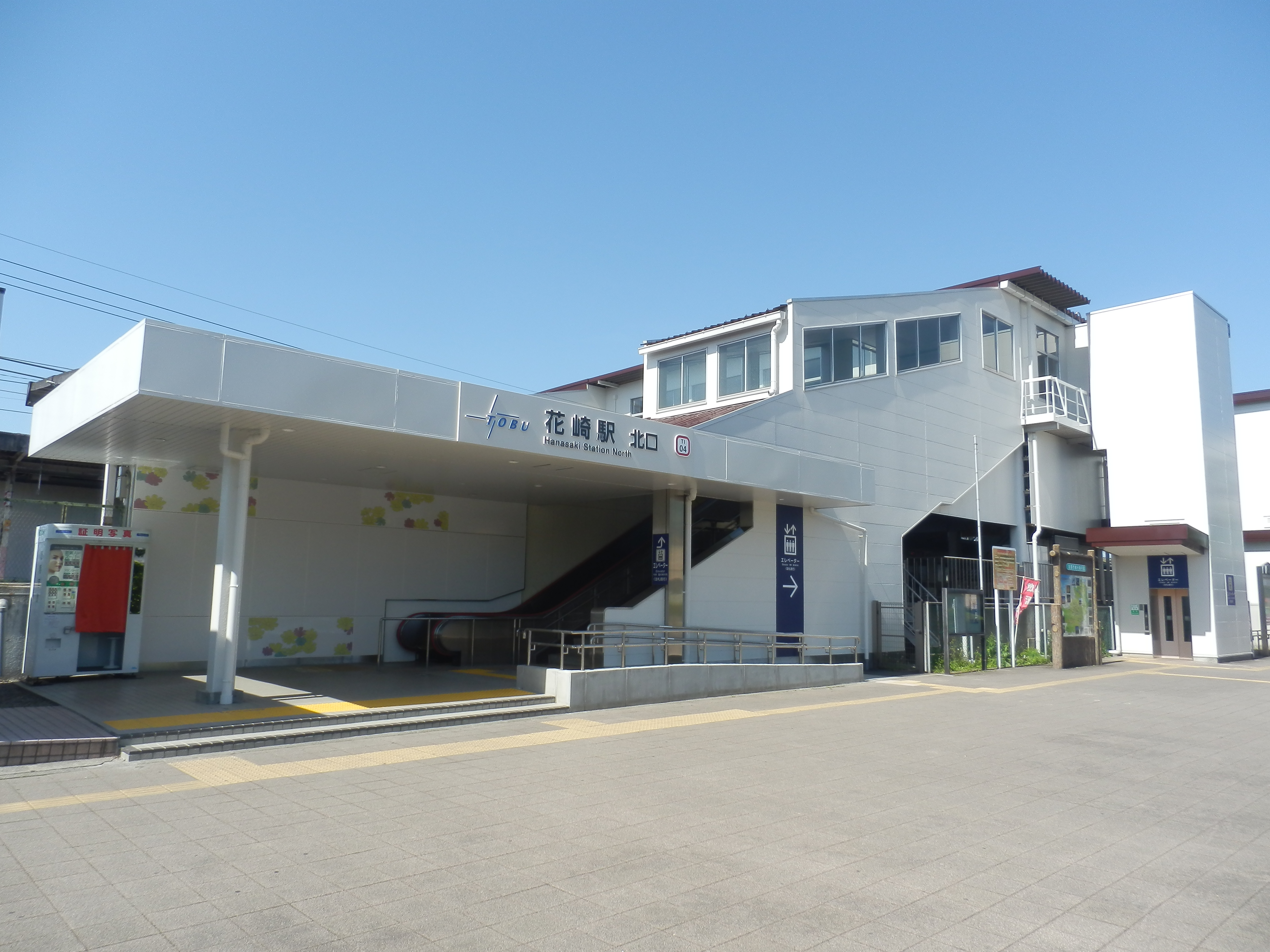
北口（2024年5月）

花崎駅（はなさきえき）は、埼玉県加須市花崎にある、東武鉄道伊勢崎線の駅である。駅番号は、TI 04。

## 年表
- 1927年（昭和2年）4月1日 - 開業[1][2]。
- 2006年（平成18年）3月16日 - ダイヤ改正に伴い準急が区間急行に変更され大幅に本数が削減されると同時に日中の運用形態が久喜駅で系統分割され、日中に浅草駅方面に向かう列車がなくなった。日中の時間帯は久喜駅－館林駅及び太田駅間を結ぶ普通列車の運用となった。また、区間準急の新たな停車駅となった。[要出典]
- 2012年（平成24年）3月17日 - TI 04の駅ナンバリングを導入。
- 2013年（平成25年）3月25日 - 発車メロディを導入。
- 2024年（令和6年）3月26日 - LED式発車標を導入。

## 駅構造
相対式ホーム2面2線の地上駅で、橋上駅舎を有する。トイレは、2番線ホームの伊勢崎寄りと南口付近にある。

### のりば
| 番線 | 路線     | 方向 | 行先                                                                                         |
| ---- | -------- | ---- | -------------------------------------------------------------------------------------------- |
| 1    | 伊勢崎線 | 下り | 館林・足利市・太田方面                                                                       |
| 2    | 伊勢崎線 | 上り | 久喜・東武動物公園・ 東武スカイツリーライン 春日部・北千住・とうきょうスカイツリー・浅草方面 |

- 上記の路線名は旅客案内上の名称（「東武スカイツリーライン」は愛称）で表記している。

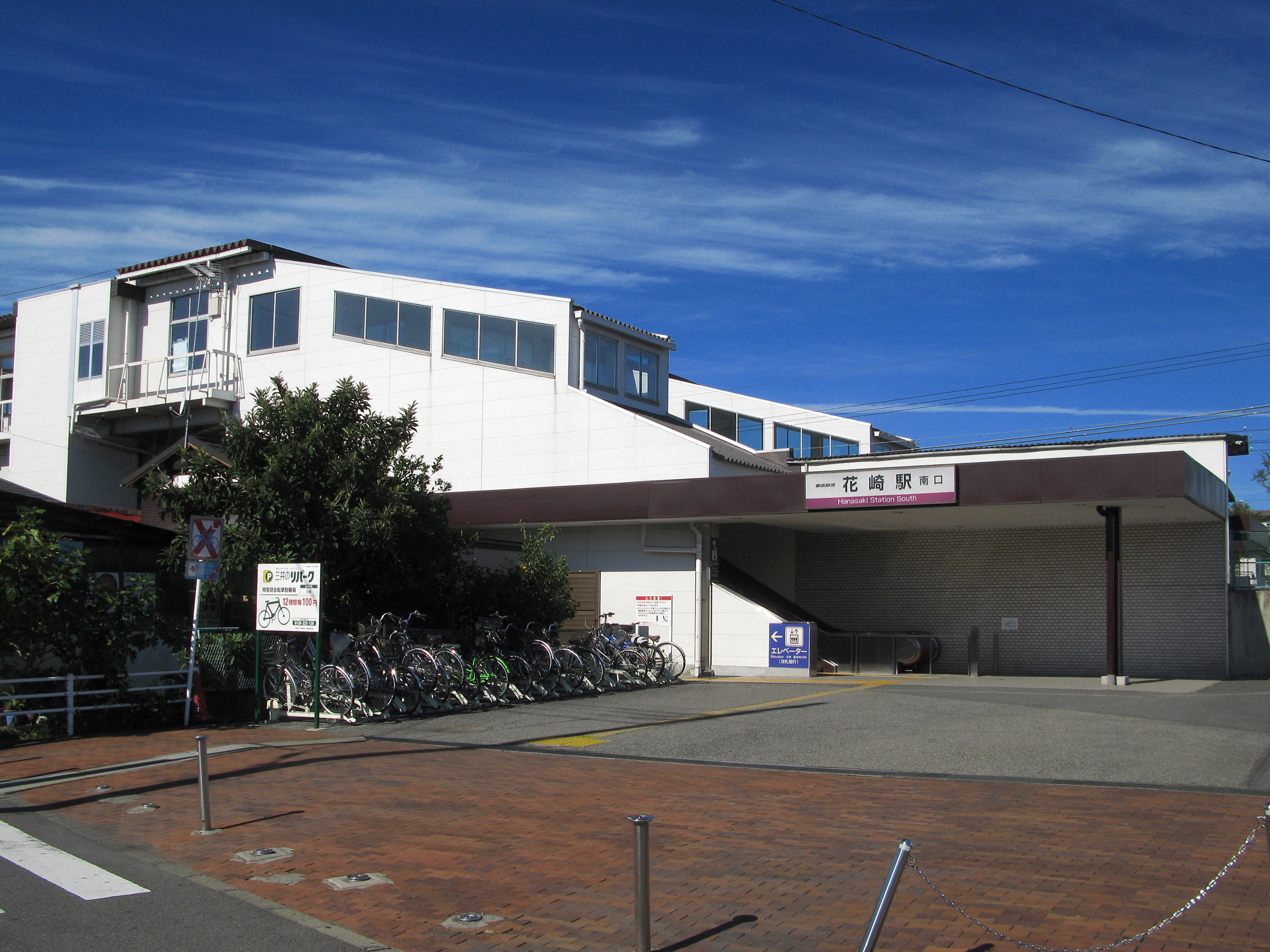
リニューアル前の南口（2012年10月）
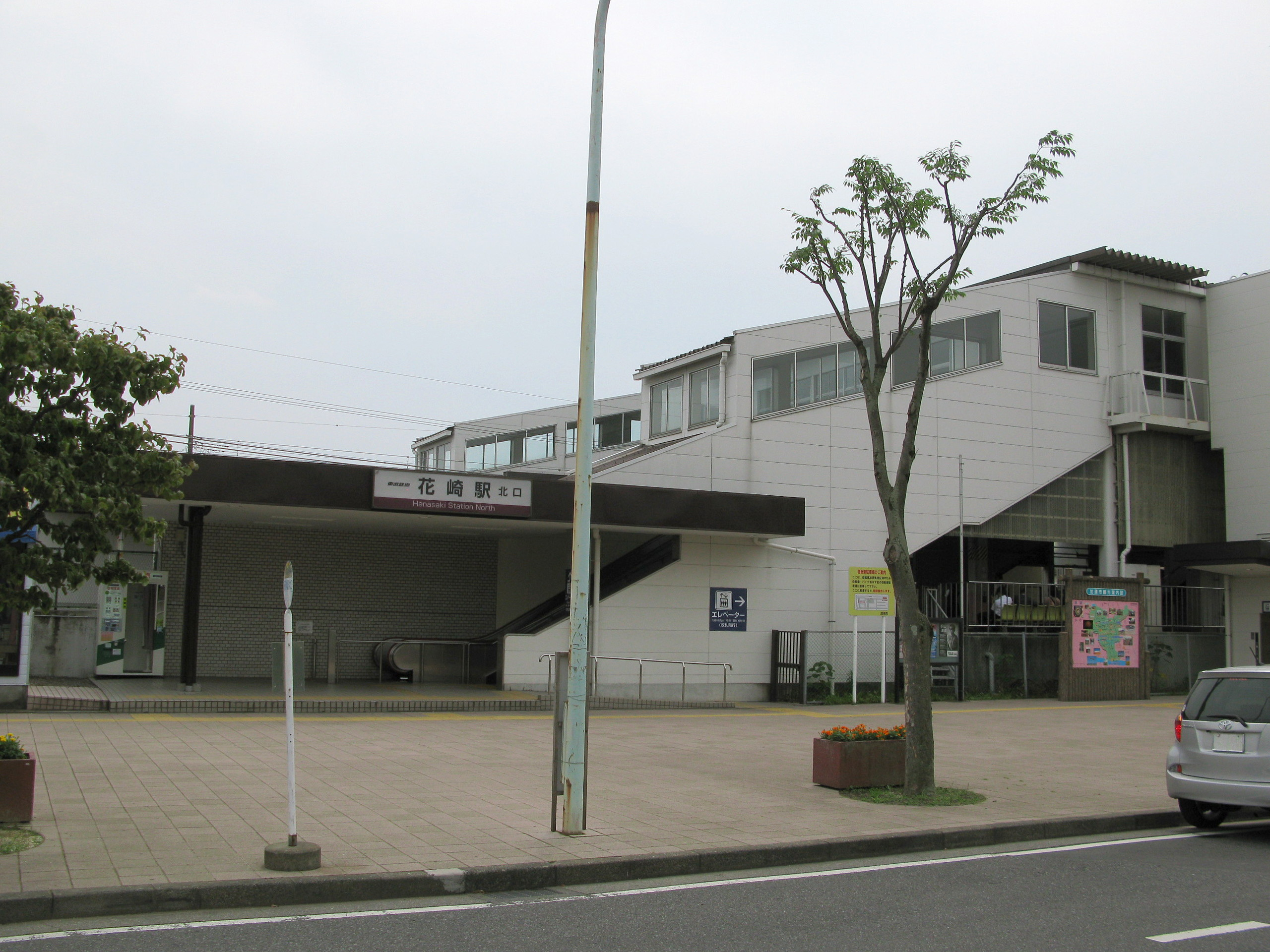
リニューアル前の北口（2012年7月）
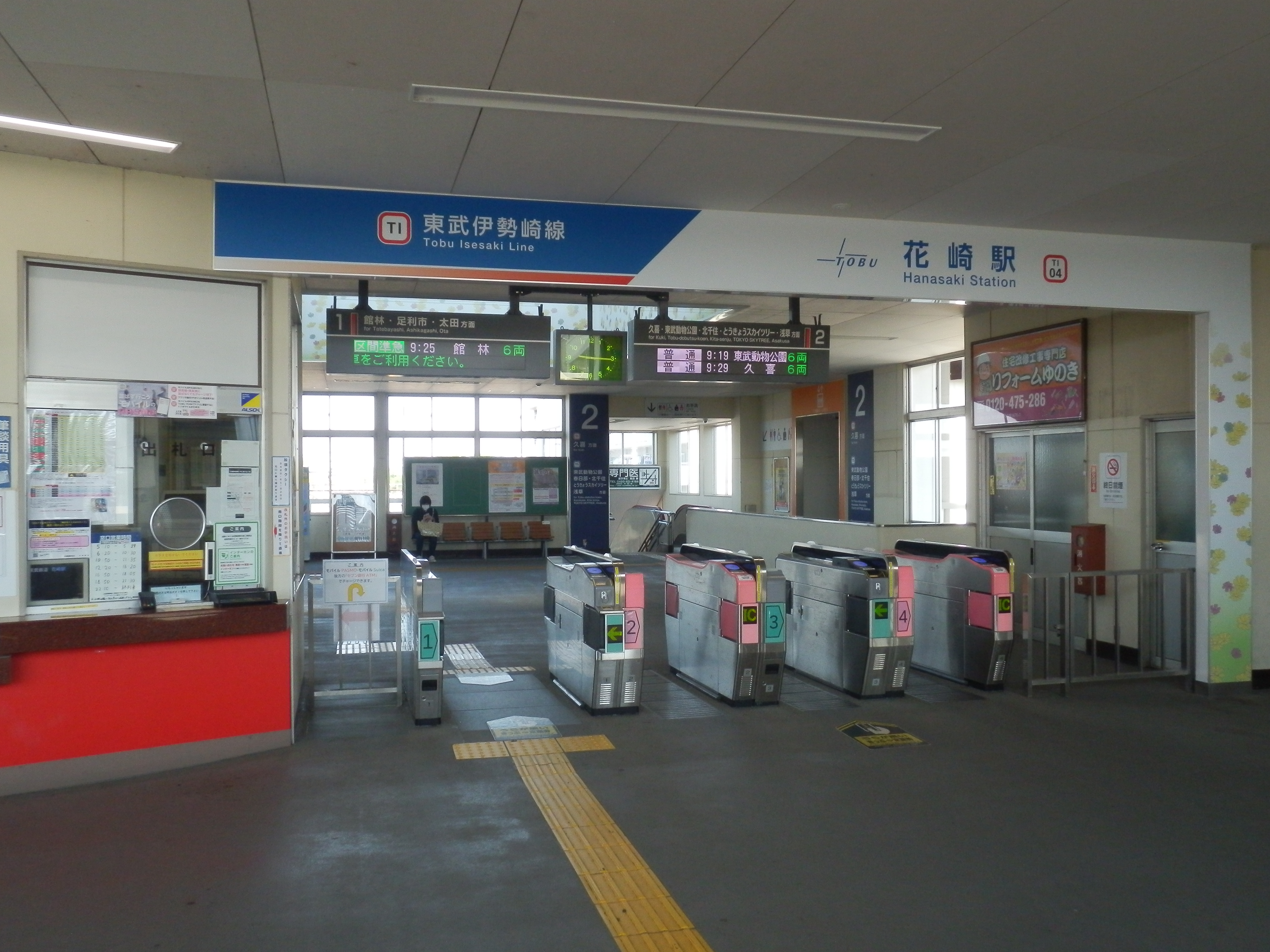
改札口（2024年5月）
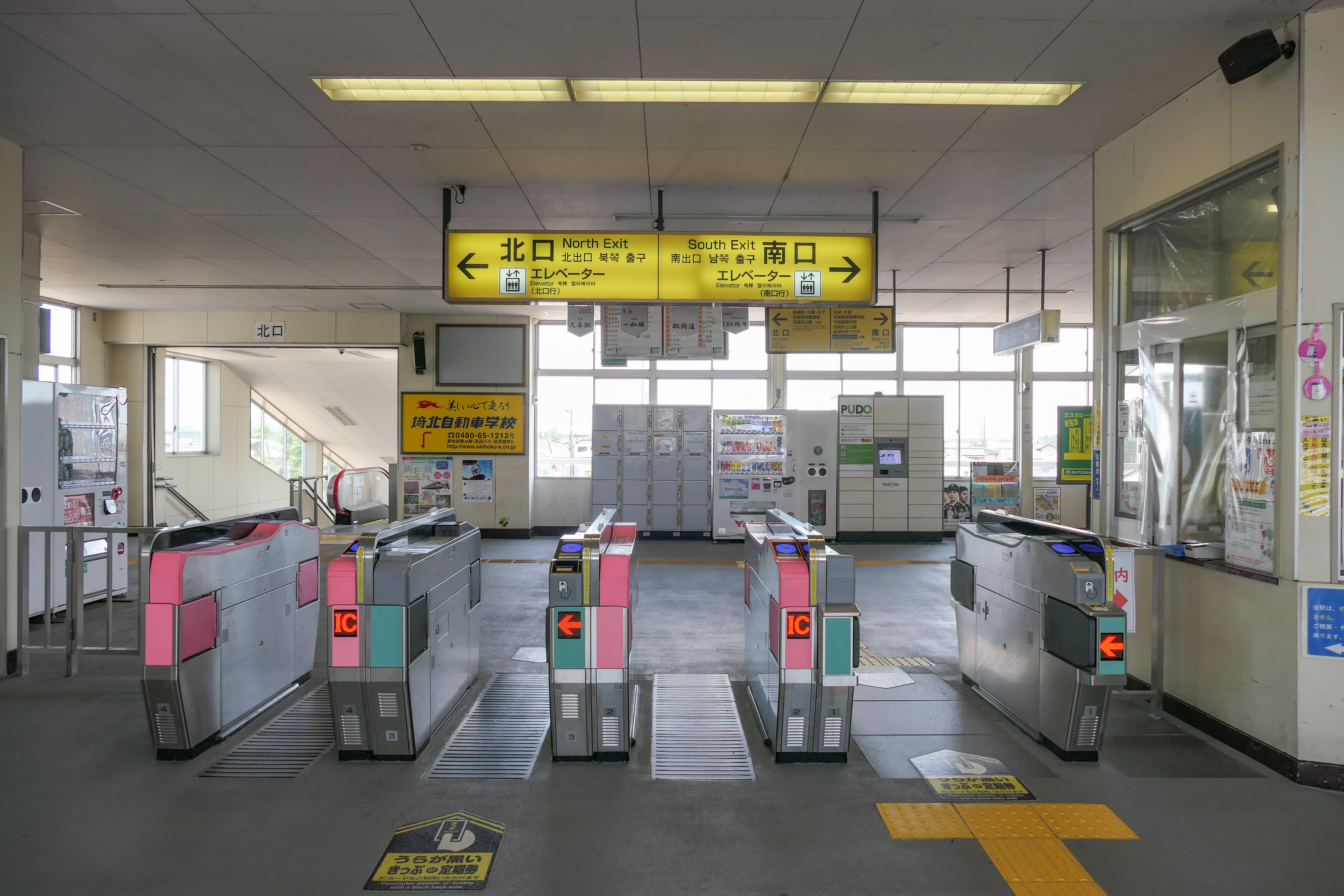
リニューアル前の改札口（2022年8月）
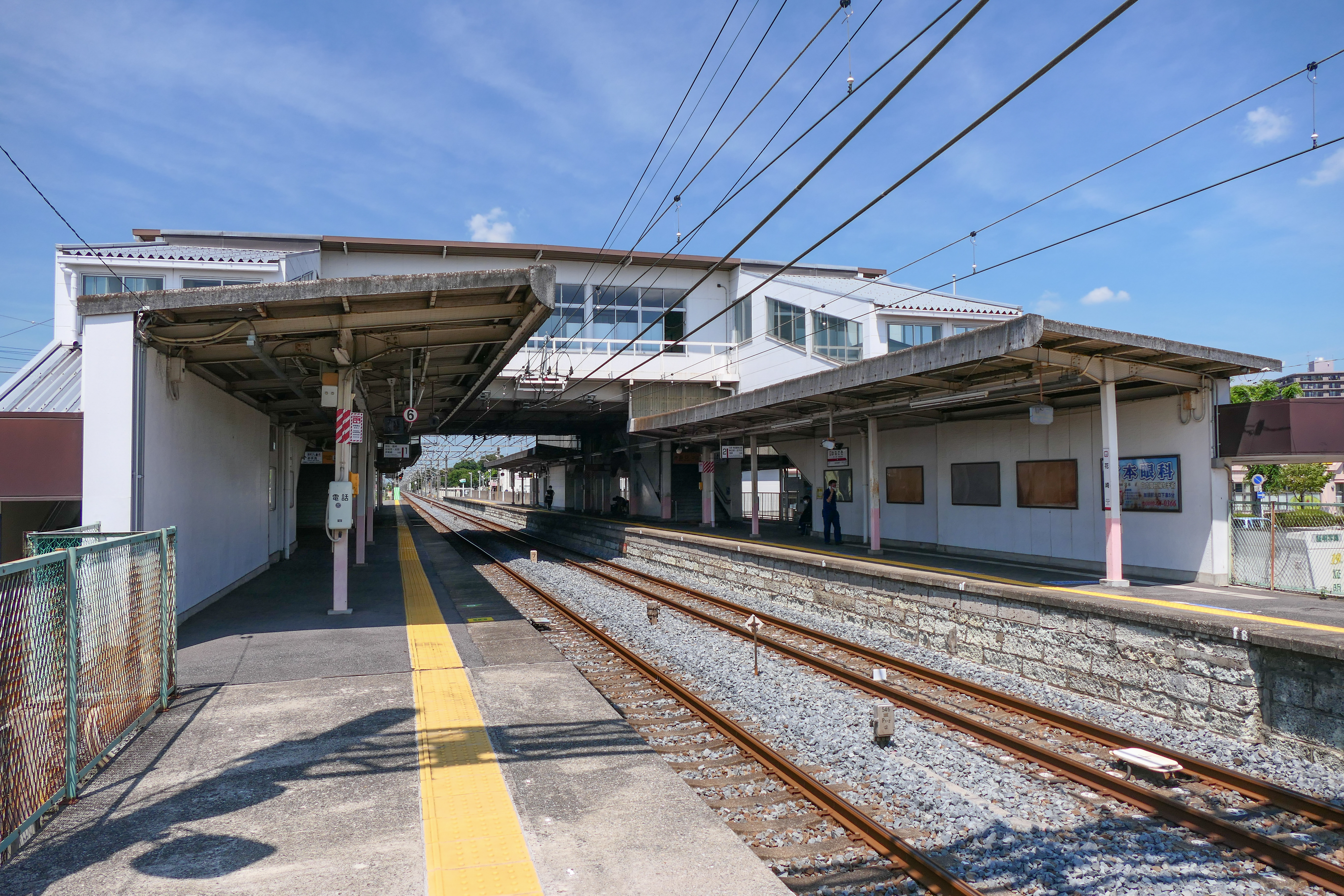
ホーム（2022年8月）

## 利用状況
2024年度の1日平均乗降人員は9,690人である。
近年の1日平均乗降・乗車人員の推移は下表の通り。
| 年度               | 1日平均 乗降人員 | 1日平均 乗車人員 | 出典                |
| ------------------ | ---------------- | ---------------- | ------------------- |
| 1998年（平成10年） | 12,642           |                  |                     |
| 1999年（平成11年） | 12,307           | 6,212            | [ * 1 ]             |
| 2000年（平成12年） | 12,151           | 6,145            | [ * 2 ]             |
| 2001年（平成13年） | 11,952           | 6,083            | [ * 3 ]             |
| 2002年（平成14年） | 11,792           | 5,995            | [ * 4 ]             |
| 2003年（平成15年） | 12,068           | 6,135            | [ * 5 ]             |
| 2004年（平成16年） | 11,956           | 6,088            | [ * 6 ]             |
| 2005年（平成17年） | 11,727           | 5,964            | [ * 7 ]             |
| 2006年（平成18年） | 11,642           | 5,902            | [ * 8 ]             |
| 2007年（平成19年） | 11,644           | 5,887            | [ * 9 ]             |
| 2008年（平成20年） | 11,795           | 5,951            | [ * 10 ]            |
| 2009年（平成21年） | 11,578           | 5,832            | [ * 11 ]            |
| 2010年（平成22年） | 11,479           | 5,775            | [ * 12 ]            |
| 2011年（平成23年） | 11,451           | 5,758            | [ * 13 ]            |
| 2012年（平成24年） | 11,360           | 5,711            | [ * 14 ]            |
| 2013年（平成25年） | 11,457           | 5,763            | [ * 15 ]            |
| 2014年（平成26年） | 11,128           | 5,595            | [ * 16 ]            |
| 2015年（平成27年） | 10,991           | 5,524            | [ * 17 ]            |
| 2016年（平成28年） | 10,895           | 5,479            | [ * 18 ]            |
| 2017年（平成29年） | 11,036           | 5,548            | [ * 19 ]            |
| 2018年（平成30年） | 11,076           | 5,565            | [ 東武 3 ] [ * 20 ] |
| 2019年（令和元年） | 10,682           | 5,368            | [ 東武 4 ] [ * 21 ] |
| 2020年（令和02年） | 7,920            |                  | [ 東武 5 ]          |
| 2021年（令和03年） | 8,965            | 4,502            | [ 東武 6 ]          |
| 2022年（令和04年） | 9,615            | 4,828            | [ 東武 7 ]          |
| 2023年（令和05年） | 9,567            | 4,806            | [ 東武 8 ]          |
| 2024年（令和06年） | 9,690            | 4,867            | [ 東武 1 ]          |

## 駅周辺
周辺には平成国際大学や、埼玉県内屈指の野球強豪校として知られ、生徒数は約1700人（2023年度）にも及ぶ花咲徳栄高校などが所在しており、通学時間帯には学生で大変賑わう。
- 花崎駅前郵便局
- 埼北自動車学校
- 埼玉県営加須はなさき水上公園
- 埼玉県立加須げんきプラザ
- サトエ記念21世紀美術館（2022年6月26日閉館[10]）
- 平成国際大学
- 花咲徳栄高等学校

## 路線バス
| 乗り場     | 系統               | 行先       | 運行事業者                         | 備考     |
| ---------- | ------------------ | ---------- | ---------------------------------- | -------- |
| 花崎駅北口 | 東循環コース左回り | 加須駅南口 | 加須市コミュニティバス「かぞ絆号」 | 日曜運休 |
| 花崎駅北口 | 東循環コース右回り | 加須駅南口 | 加須市コミュニティバス「かぞ絆号」 | 日曜運休 |
| 花崎駅南口 | 東循環コース左回り | 加須駅南口 | 加須市コミュニティバス「かぞ絆号」 | 日曜運休 |
| 花崎駅南口 | 東循環コース右回り | 加須駅南口 | 加須市コミュニティバス「かぞ絆号」 | 日曜運休 |

## その他
日光線の開通以前、当駅付近の大桑より分岐して北上し、藤岡駅に至るというルートが立案されたことがある。しかし、これでは人口の少ない地帯を走ることとなるため、かつて日光街道の宿場町として発展し、人口も多い幸手や栗橋などを通るルートが採用されたといわれる。

### 花崎事故
1970年（昭和45年）10月9日に当駅東側の踏切で発生した鉄道事故（踏切障害事故）である。

## 隣の駅
東武鉄道
 伊勢崎線
■区間急行・■区間準急・■普通
鷲宮駅 (TI 03) - 花崎駅 (TI 04) - 加須駅 (TI 05)